# Batumi Open 2011
Il Batumi Open 2011 è stato un torneo professionistico di tennis femminile giocato sulla terra rossa. È stata la 3ª edizione del torneo, che fa parte dell'ITF Women's Circuit nell'ambito dell'ITF Women's Circuit 2011. Si è giocato a Tbilisi in Georgia dal 19 al 25 settembre 2011.

## Partecipanti

### Teste di serie
| Nazionalità | Giocatrice        | Ranking* | Testa di serie |
| ----------- | ----------------- | -------- | -------------- |
| Ucraina     | Lesja Curenko     | 130      | 1              |
| Romania     | Elena Bogdan      | 182      | 2              |
| Stati Uniti | Julia Cohen       | 190      | 3              |
| Ungheria    | Réka-Luca Jani    | 197      | 4              |
| Slovenia    | Maša Zec Peškirič | 221      | 5              |
| Ucraina     | Veronika Kapšaj   | 236      | 6              |
| Georgia     | Sofia Shapatava   | 260      | 7              |
| Austria     | Melanie Klaffner  | 266      | 8              |

- Ranking al 12 settembre 2011.

### Altre partecipanti
Giocatrici che hanno ricevuto una wild card:
- Olga Ianchuk
- Mayya Katsitadze
- Sofia Kvatsabaia
- Anastasia Vovk

Giocatrici che sono passate dalle qualificazioni:
- Alexandra Artamonova
- Ekaterine Gorgodze
- Katarzyna Kawa
- Irina Chromačëva
- Ksenia Kirillova
- Danka Kovinić
- Tatia Mikadze
- Polina Monova

## Campionesse

### Singolare
Lesja Curenko ha battuto in finale  Réka-Luca Jani, 7–6(3), 6–3

### Doppio
Iryna Burjačok /  Réka-Luca Jani hanno battuto in finale  Elena Bogdan /  Andrea Koch-Benvenuto, 7–6(3), 6–2